# 612 Вероніка
612 Вероніка (612 Veronika) — астероїд головного поясу, відкритий 8 жовтня 1906 року Августом Копфом у Гейдельберзі.
Тіссеранів параметр щодо Юпітера — 3,055.